# Cronofotografia

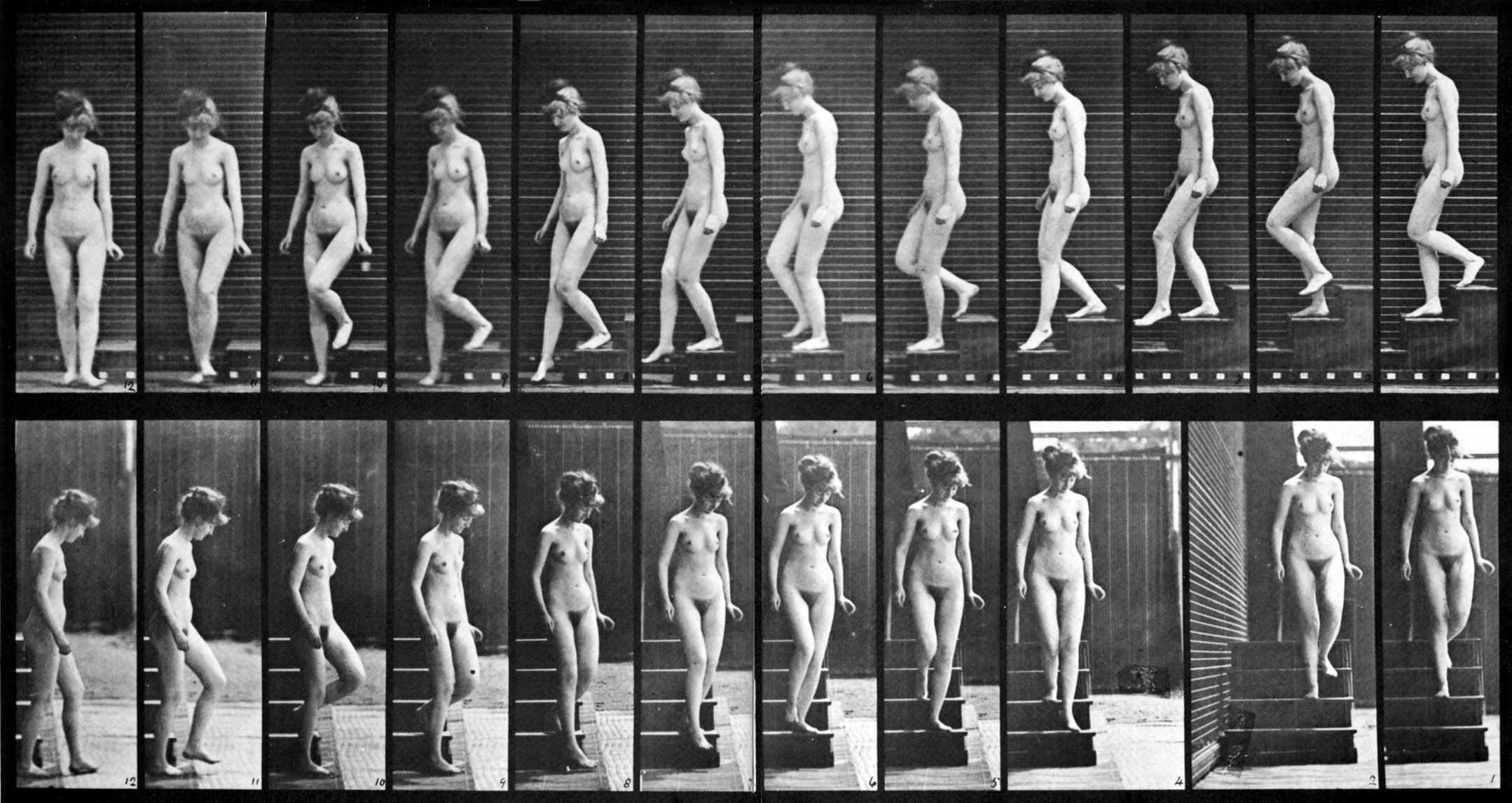
Woman walking downstairs di Eadweard Muybridge

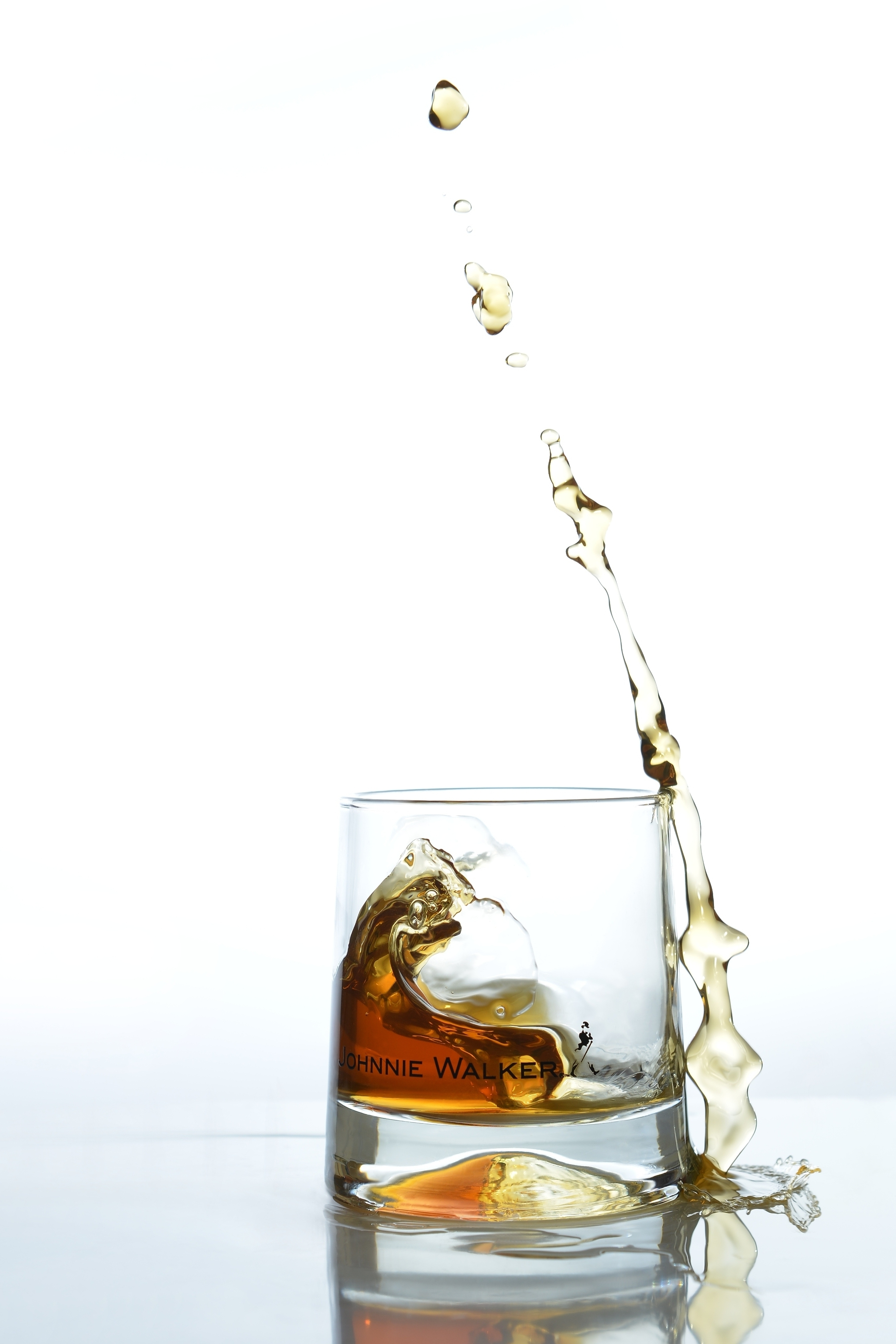
Cronofotografia ad alta velocità senza fotomontaggio

Per cronofotografia si intende la possibilità di registrare in un'unica immagine ed in un'unica lastra fotografica, varie posizioni di un soggetto in movimento in corrispondenza di diversi momenti temporali.
Étienne-Jules Marey (1830-1904), medico fisiologo francese, inventò il cronofotografo per portare avanti i suoi studi sul movimento degli uccelli, dei cavalli e soprattutto dell'uomo.  Il suo cronofotografo registrava le diverse posizioni che avrebbero composto l'immagine finale grazie alla regolare e continua apertura/chiusura dell'otturatore dell'obiettivo. L'ingegno di Marey si concentrò soprattutto sulla preparazione del soggetto in movimento. Per registrare il movimento di un uomo in cammino utilizzò una tuta completamente nera (su sfondo scuro) con delle righe bianche lungo tutte le parti laterali del corpo.
Alla base della cronofotografia non c'è quindi ancora un'idea di cinema inteso come documentazione e tanto meno intrattenimento, ma essenzialmente la strumentalità della ricerca scientifica tipica dello spirito positivista del tempo che, nel caso di Marey, si concentrava essenzialmente sulla fisiologia del corpo umano.
Un cronofotografo, brevettato da Oreste Pasquarelli, permetteva di catturare in immagini il movimento, stampate in positivo su carta fotografica o su pellicola trasparente. É conservato al Museo nazionale del cinema di Torino.